# Jacob Arfwedson
Jacob Arfwedson, född 1700 i Stockholm, död 1784, var en svensk grosshandlare och brukspatron.

## Biografi
Jacob Arfwedson var son till grosshandlaren Anders Arfwedson (1650–1706) och Katarina Abrahamsdotter samt yngre bror till Abraham Arfwedson.
Bröderna Arfwedson bildade handelsfirman Abraham och Jakob Arfwedson & Compagnie, som också bedrev förlagsrörelse och blev ett av Stockholms mest framgångsrika företag under 1700-talet. Bröderna grundade flera handelskompanier, bland andra Fiskeri-Compagniet, på basis av ett tjugoårigt privilegium för sill- och torskfiske samt valfiske, i Nordsjön och Östersjön 1745, ett privilegium som dock drogs tillbaka 1757. Firman fick 1745 också privilegium på tjugo år för ett svenskt västindiskt kompani, vars verksamhet dock inte kom igång.
Arfwedson var ägare till Skagerholms bruk och köpte också Valinge herrgård i Stigtomta socken i Södermanland. Han var gift med Anna Elisabet Holterman och far till Johan August Arfwedson.